# Jamie McLoughlin
Joseph James McLoughlin (21 agosto 1878 – dicembre 1962) è stato un canottiere statunitense.
McLoughlin partecipò ai Giochi olimpici di Saint Louis 1904 con la squadra Ravenswood Boat Club nella gara di due di coppia, in cui conquistò la medaglia d'argento. Il suo compagno di coppia fu John Hoben.

## Palmarès
In carriera ha conseguito i seguenti risultati:
- Giochi olimpici

St. Louis 1904: argento nel due di coppia.